# Jervvasstind
Lo Jervvasstind (noto anche come Gjertvasstind o Østre Styggedalstind) è la nona montagna della Norvegia per altezza, appartenente al massiccio dello Hurrungane, nei Monti Scandinavi. È alto 2 351 m s.l.m. e si trova nel comune di Luster, nella contea di Vestland.

## Toponimo
La prima parte del nome corrisponde alla forma genitiva del nome del lago Jervvatnet, mentre la seconda parte tind significa "picco di montagna". Quanto al nome del lago, Jervvatnet, jerv significa "ghiottone" e vatn "acqua" o "lago", quindi "lago dei ghiottoni". L'origine della forma più arcaica Gjertvasstind è incerta.

## Localizzazione
La montagna fa parte del massiccio dello Hurrungane, che si trova nella catena dello Jotunheimen. Il Gjertvasstind occupa la parte più orientale di un gruppo di cime che comprende (da ovest verso est) lo Store Skagastølstind, il Vetle Skagastølstind, il Sentraltind, lo Store Styggedalstind e appunto lo Jervvasstind.
Sul versante settentrionale della vetta si trova il ghiacciaio Gjertvassbreen, mentre il lago Gjertvatnet è situato a nord-est a 1 395 m di quota.
Il villaggio di Skjolden si trova a 16 km a ovest.

## Prima ascensione
La prima ascensione di cui si ha evidenza fu compiuta William Cecil Slingsby ed Emanuel Mohn nel 1876. La prima ascensione invernale fu quella di Arne Randers Heen ed Ernst Bakke nel 1953.